# Skal Labissière
Skal Labissière (Puerto Príncipe, 18 de marzo de 1996) es un baloncestista haitiano que pertenece a la plantilla de los Sacramento Kings de la NBA. Con 2,11 metros de estatura, juega en la posición de pívot.

## Trayectoria deportiva

### Primeros años
Labissière nació en Puerto Príncipe, Haití. Su carrera de baloncesto comenzó en el Collège Canado-Haïtien, un instituto junior-senior en Puerto Príncipe, que participó en los campeonatos escolares organizadas por el Comité Interscolaire de Basket-ball Amateur (CIBA), y el Association de Basket-ball Interscolaire (ASI). Durante el terremoto de Haití de 2010, la casa de su familia se derrumbó con él, su madre y su hermano en el interior de la casa. Los tres sobrevivieron pero quedaron atrapados bajo los escombros durante las siguientes tres horas. Las piernas de Skal quedaron atrapadas, haciendo que se adormecen siendo incapaz de caminar durante algunas semanas. Pocos meses después del terremoto, Labissière se trasladó a los Estados Unidos en Memphis, Tennessee para vivir con Gerald Hamilton que dirige la Reach Your Dream Foundation, quienes reúnen prospectos internacionales con los Estados Unidos.

### Universidad
Jugó una única temporada con los Wildcats de la Universidad de Kentucky, en la que promedió 6,6 puntos, 3,1 rebotes y 1,6 tapones por partido.

#### Estadísticas
| Año     | Equipo   | PJ | PT | MPP  | %TC  | %3P  | %TL  | RPP | APP | ROB | TPP | PPP |
| ------- | -------- | -- | -- | ---- | ---- | ---- | ---- | --- | --- | --- | --- | --- |
| 2015–16 | Kentucky | 36 | 18 | 15.8 | .516 | .000 | .661 | 3.1 | .3  | .3  | .8  | 6.6 |

### Profesional
Fue elegido en la vigésimo octava posición del Draft de la NBA de 2016 por Phoenix Suns, pero sus derechos fueron traspasados a los Sacramento Kings como parte de un acuerdo que enviaba también a los Kings a Georgios Papagiannis, la elección 13, los derechos sobre Bogdan Bogdanović y una segunda ronda de Detroit Pistons del draft de 2020 a cambio de la octava elección, Marquese Chriss.
El 7 de febrero de 2019, Labissière fue traspasado a los Portland Trail Blazers a cambio de Caleb Swanigan.
El 10 de marzo de 2022, firma por los Cangrejeros de Santurce de la Baloncesto Superior Nacional.
El 3 de marzo de 2023 firma con los Capitanes de la Ciudad de México de la NBA G-League.
El 8 de septiembre de 2023 firma y es cortado el mismo día por los Sacramento Kings, con la intención de que pertenezca posteriormente a su filial de la G League, los Stockton Kings. El 3 de marzo de 2025 firmó un contrato de diez días con Sacramento.

## Estadísticas de su carrera en la NBA

### Temporada regular
| Año     | Equipo     | PJ  | PT | MPP  | %TC  | %3P   | %TL  | RPP | APP | ROB | TPP | PPP |
| ------- | ---------- | --- | -- | ---- | ---- | ----- | ---- | --- | --- | --- | --- | --- |
| 2016-17 | Sacramento | 33  | 12 | 18.5 | .537 | .375  | .703 | 4.9 | .8  | .5  | .4  | 8.8 |
| 2017-18 | Sacramento | 60  | 28 | 20.7 | .448 | .353  | .805 | 4.8 | 1.2 | .4  | .8  | 8.7 |
| 2018-19 | Sacramento | 13  | 0  | 8.7  | .433 | .364  | .545 | 1.8 | .5  | .2  | .2  | 2.8 |
| 2018-19 | Portland   | 9   | 1  | 7.0  | .684 | 1.000 | .500 | 2.1 | .6  | .3  | .3  | 3.4 |
| 2019-20 | Portland   | 33  | 1  | 17.2 | .551 | .231  | .758 | 5.1 | 1.3 | .2  | .9  | 5.8 |
| 2024-25 | Sacramento | 4   | 0  | 3.0  | .500 | 1.000 | —    | .8  | .3  | .0  | .0  | 1.3 |
| Total   | Total      | 152 | 43 | 17.2 | .492 | .360  | .748 | 4.4 | 1.0 | .3  | .7  | 7.1 |

### Playoffs
| Año   | Equipo   | PJ | PT | MPP | %TC  | %3P  | %TL  | RPP | APP | ROB | TPP | PPP |
| ----- | -------- | -- | -- | --- | ---- | ---- | ---- | --- | --- | --- | --- | --- |
| 2019  | Portland | 3  | 0  | 3.7 | .250 | .000 | .000 | .0  | .0  | .0  | .0  | .7  |
| Total | Total    | 3  | 0  | 3.7 | .250 | .000 | .000 | .0  | .0  | .0  | .0  | .7  |